# Acanthamoebe keratitis
Acanthamoebe keratitis is een hoornvliesontsteking die wordt veroorzaakt door de Acanthamoeba.

## Kenmerken
De ogen zijn pijnlijk, tranen, zien rood en zijn overgevoelig voor licht. Meestal komt de ziekte voor bij lensdragers. In ernstige gevallen kan de ziekte leiden tot het verlies van een oog.